# علي أكبر شيرودي
أكبر شيرودي (1955م مازندران - 1981 كرمانشاه) طيار عسكري إيراني، قائد القوات الجوية في جيش الجمهورية الإسلامية الإيرانية، يُعد شيرودي من الطيارين الذين لهم عددٌ كبير من الرحلات في العالم شارك في العمليات العسكرية ضد التمرد الكردي المعارض للثورة، شارك كذلك في الحرب العراقية الإيرانية، اصيب عدة مرات، لقبه الرئيس أكبر هاشمي رفسنجاني بمالك الأشتر، قتل بعد إتمامه لإحد عملياته الجوية ضد الجيش العراقي في محافظة كرمانشاه.

## نشأته
هو علي أكبر قربان شيرودي، ولد علي أكبر في قرية بالا شيرود بمدينة تنكابن إحدى مدن محافظة مازندران شمال إيران، سنة 1955 ميلادي، وهو من عائلة مُزارعة فقيرة، عمل والده فلاحاً، تعلّم علي أكبر على يد والده بعض العلوم كالقرآن الكريم، لعدم وجود المدارس في قريته ذهب علي أكبر لدّراسة في القرية المجاورة لهم. وبعد إنهائه لدراسته الثانوية سافر إلى طهران لمواصلة دراسته بالإضافة لذلك لإيجاد الوظيفة التي تمكنه من إعانة والده على النفقة دخل إلى كلية القوات الجوية.
أولاده: طفلان، أبا ذر وعادله.

## الحياة العسكرية
كان علي أكبر من الناشطين ضد حكومة الشاه، حيث قام بالعديد من الفعاليات أثناء الثورة بقيادة روح الله الخميني، شارك علي أكبر برفقة صديقه أحمد كشوري من قبل القوات الجوية للجيش الإيراني في إخماد عمليات المعارضين للثورة الإسلامية في إقليم كردستان غرب إيران والتي بدأت بعد انتصار الثورة الإسلامية، وفي فك الحصار عن مدينة باوه إحدى مدن محافظة كرمانشاه وذلك بطلب من معاون رئيس الوزراء آنذاك مصطفى جمران، شارك في الحرب العراقية الإيرانية بقيادته للقوات الجوية في الكثير من العمليات الحربية في محافظة كرمانشاه، لذلك لقبه القائد ولي الله فلاحي (بنجمة الغرب) أي غرب إيران (كردستان)، وبعد انتصار القوات الإيرانية على القوات العراقية في سربل ذهاب أحد مناطق كردستان، لقبه الرئيس الإيراني السابق أكبر هاشمي رفسنجاني بمالك الأشتر.

## مقتله
قتل في عام 1981 ميلادي بعد قيامه بعملية حربية ضد جيش الجمهورية العراقية في مدينة سربل ذهاب إحدى مدن محافظة كرمانشاه غرب إيران. وصلته الأخبار ليلاً بتحرك الدبابات العراقية نحو منطقة سربل ذهاب ولكونه ليلاً لم يستطع الذهاب، وفي الساعة السادسة صباحاً انطلق بمروحيته تجاه القوات العراقية.

## مما قيل فيه
- يقول مصطفى جمران: «كان واحدا من الطيارين الذين يعتبرون نجوما متلالة في سماء المعارك التي وقعت في منطقة كردستان»
- قول روح الله الخميني عندما أُبلغ بخبر قتله:«الشيرودي مغفورٌ له»بينما كان يقول عن سائر الشهداء: غفر الله لهم.[1]

## مسلسل العنقاء
مسلسل العنقاء، واسمه باللغة الفارسية (سيمرغ)، مسلسل إيراني يتحدث عن سيرة الطيارين في القوات الجوية للجيش الإيراني أحمد كشوري وعلي أكبر شيرودي اللذان قتلا في السنة الأولى من الحرب العراقية الإيرانية. قام الممثل الإيراني محمد الجوزاني بدور شيرودي.

## انظر ايضاً
- القوات الجوية للجيش الجمهورية الإسلامية الإيرانية
- عنقاء
- إيه إتش-1 سوبر كوبرا

## وصلات خارجية
- https://www.youtube.com/watch?v=NXUs4srXn1M
- http://defapress.ir/fa/news/238624/
- مسلسل العنقاء